# Donne che non perdonano
Donne che non perdonano (Kvinnor utan nåd) è un romanzo breve della scrittrice svedese Camilla Läckberg, il primo della serie Hämndserien. Pubblicato in Svezia nel 2018, anche in Italia è comparso nello stesso anno.
Il romanzo è stato tradotto in neogreco, danese, catalano, tedesco, norvegese, polacco, spagnolo, oltre che in italiano.

## Trama
Ingrid, Victoria e Birgitta sono tre donne che hanno raggiunto il limite della sopportazione verso i rispettivi mariti. Ingrid ha dovuto rinunciare al giornalismo per consentire a Tommy di dirigere una testata giornalistica di grande valore e ora, prigioniera di un ruolo di casalinga, subisce l'ultimo tradimento del coniuge con una giovane collega (Julia) che persino la deride. Victoria è stata letteralmente comprata da Malte, uomo rozzo che le impone una schiavitù sessuale. Birgitta da molti anni subisce le pesanti percosse del marito e ha tenuto nascosto questo dramma persino ai figli gemelli, che adorano il padre. Solo Ingrid e Birgitta si conoscono,ma si tratta di un rapporto esclusivamente professionale, dato che la seconda è la maestra di Lovisa, figlia di Ingrid.
Le tre sconosciute si rivolgono al web per trovare una soluzione ai rispettivi problemi, quando comprendono che solo la morte le libererà dai tirannici coniugi. Entrano in contatto con un gruppo che organizza l'assassinio di un marito per mano della moglie di un altro, che sarà a sua volta sbarazzata dal suo coniuge da una terza donna. Creata questa catena (sempre mantenendo l'anonimato) le tre donne ricevono le direttive per uccidere quello che per ciascuna di loro è un perfetto estraneo al quale l'omicida non potrà mai essere ricondotta. Il piano si rivela fattibile, salvo quando Ingrid, incaricata di togliere di mezzo il marito di Birgitta, si accorge di conoscere la donna: sorprende infatti l'uomo in un attacco di violenza verso la maestra e, pur dovendo frettolosamente cambiare il piano stabilito, il suo braccio non vacilla e anche Jacob paga il fio delle sue imperdonabili colpe.

## Personaggi
- Ingrid Steen, ex giornalista, divenuta casalinga da quando il marito Tommy Steen ha ottenuto la direzione del giornale «Aftonpressen»; la loro figlia di dieci anni si chiama Lovisa.
- Victoria Brunberg nata Volkova, moglie di Malte, dal quale è stata "comprata" in Russia.
- Jurij, esponente della malavita di Ekaterinburg, ucciso in un regolamento di conti, era il compagno di Victoria.
- Birgitta Nilson, moglie di Jacob e madre dei gemelli ventenni Max e Jesper; è anche la maestra di Lovisa.
- Julia Wallberg, giornalista e amante di Tommy Steen: ha venticinque anni.

## Edizioni in italiano
- Camilla Läckberg, Donne che non perdonano, traduzione di Katia De Marco, Torino: Einaudi, 2018
- Camilla Läckberg, Donne che non perdonano, Milano: Corriere della Sera, 2019